# Kalinkavičy
Kalinkavičy (in bielorusso Калінкавічы?) o Kalinkoviči (in russo Калинковичи?) è un comune della Bielorussia, situato nella regione di Homel'.